# Französische Meisterschaften im Skispringen 2009
Die Französischen Meisterschaften im Skispringen 2009 fanden am 29. März 2009 in Chaux-Neuve statt. Die Wettbewerbe wurden im Skisprungstadion Stade de la Côte Feuillée (K 90) ausgetragen. Insgesamt nahmen 51 Teilnehmer an den Wettbewerben teil. Es wurden die drei Altersklassen Nachwuchs, Junioren und Senioren sowie Frauen und Männer zusammengelegt. Neben den wenigen Spezialspringern Frankreichs traten auch viele Nordische Kombinierer an.

## Ergebnisse

### Einzel
| Platz | Sportler                 | Weite 1 | Weite 2 | Punkte |
| ----- | ------------------------ | ------- | ------- | ------ |
| 1     | Emmanuel Chedal          | 89.5    | 89.5    | 227.5  |
| 2     | Vincent Descombes Sevoie | 83.5    | 84.5    | 202.0  |
| 3     | Jason Lamy Chappuis      | 83.0    | 80.0    | 190.5  |
| 4     | François Braud           | 74.5    | 83.0    | 180.0  |
| 5     | Alexandre Mabboux        | 79.0    | 78.0    | 176.0  |
| 6     | Sébastien Lacroix        | 74.0    | 80.0    | 169.5  |
| 7     | Jonathan Félisaz         | 77.0    | 75.0    | 165.5  |
| 8     | Nicolas Mayer            | 75.0    | 76.5    | 164.5  |
| 9     | Jordan Taillard          | 73.0    | 74.5    | 154.5  |
| 10    | Ronan Lamy Chappuis      | 71.0    | 75.5    | 152.0  |
| 11    | Samuel Guy               | 69.0    | 75.0    | 146.5  |
| 12    | Yoann Morel              | 68.5    | 73.5    | 143.5  |
| 13    | Pierre Emmanuel Robe     | 62.5    | 72.5    | 136.0  |
| 14    | Geoffrey Lafarge         | 69.0    | 69.5    | 130.5  |
| 15    | Guillaume Berney         | 64.0    | 72.5    | 128.0  |

### Team
| Platz | Team                                                                                   | Punkte |
| ----- | -------------------------------------------------------------------------------------- | ------ |
| 1     | Mont Blanc IAlexandre Mabboux Jonathan Félisaz François Braud Vincent Descombes Sevoie | 484.0  |
| 2     | Savoie INicolas Gonthier Julien Dorme Nicolas Mayer Emmanuel Chedal                    | 447.0  |
| 3     | Jura IJordan Taillard Sébastien Lacroix Ronan Lamy Chappuis Jason Lamy Chappuis        | 441.5  |
| 4     | Vosges IPaul Lejeune David Viry Jean Louis Arnould Maxime Laheurte                     | 384.5  |
| 5     | Mont Blanc IIFlorian Pinel Pierre Emmanuel Robe Geoffrey Lafarge Wilfried Cailleau     | 379.0  |
| 6     | Dauphine IKevin Nappa Gaetan Junique Gautier Airiau Yoann Morel                        | 354.5  |
| 7     | Jura IIMaxence Le Borgne Bruno Pagnier Théo Hannon Samuel Guy                          | 329.0  |
| 8     | Mont Blanc IIIColine Mattel Andy Martinelli Benjamin Raffort Nicolas Martin            | 313.0  |
| 9     | Schweiz/SavoieMickael Chapuis Guillaume Gallaz Killian Peier Guillaume Berney          | 307.5  |
| 10    | Jura IIIYoann Taillard Jeremy Devillers Romain Jacquier Charles Bailly Basin           | 258.0  |
| 11    | Jura IVDavid Devillers Florian Schwinn Julien Faivre Rampant Sebastien Avoine          | 289.1  |